# Барбару, Катрин
Катрин Барбару (англ. Catherine Barbaroux; 1 апреля 1949) — французский государственный деятель. Исполняющая обязанности председателя политического движения «Вперёд, Республика!» (2017), после того, как Эммануэль Макрон стал президентом Франции.

## Ранняя жизнь
Кэтрин родилась 1 апреля 1949 года. Её родители были выходцами из Испании, а её бабушка и дедушка работали шахтёрами в Астурии. Её отец был членом Французской коммунистической партии.

## Карьера
Работала советником министра торговли Мишеля Крепо с 1981 по 1986 год. Также работала в кадровой службе с 1986 по 1993 годы. Она работала в качестве советника по трудоустройству министров Мартин Обри, Элизабет Гигу, Франсуа Фийона и Жан-Луи Борлоо с 1999 по 2005 год. Вошла в состав областного совета от Иль-де-Франс в 2005 году, позже став директором услуг. Ещё была президентом Ассоциации Пур Ле с 2011 по 2017 годы по праву на поддержке экономических инициатив, трудовой организации.
В мае августе 2017 года была исполняющим обязанности партии «Вперёд, Республика!».

## Личная жизнь
Замужем. Имеет двух детей.